# Grayridge
Grayridge – jednostka osadnicza w Stanach Zjednoczonych, w stanie Missouri, w hrabstwie Stoddard.